# جاشوا کالن
جاشوا کالن (انگلیسی: Joshua Callan؛ زادهٔ ۸ آوریل ۱۹۹۱) دوچرخه‌سوار است. وی در مسابقات دوچرخه‌سواری بی‌ام‌اکس جهان ۲۰۱۵ شرکت کرده است.